# Idaea botydaria
Idaea botydaria är en fjärilsart som beskrevs av Walker 1862. Idaea botydaria ingår i släktet Idaea och familjen mätare. Inga underarter finns listade i Catalogue of Life.